# حداد (اليعربية)
حداد أو تل حداد قرية سورية تتبع ناحية اليعربية في منطقة المالكية التابعة لمحافظة الحسكة. بلغ عدد سكانها 565 نسمة عام 2004.
فيها تل أثري ومدرسة ابتدائية ومسجد.